# 飛騨産業
飛騨産業株式会社（ひださんぎょう）は日本の家具メーカー。木工家具では高いブランド力を持ち、キツツキのトレードマークで知られる。本社は岐阜県高山市で、古くから飛騨地方で盛んであった伝統工芸の曲木家具から始まっている。
2020年10月1日より企業ロゴを「キツツキマーク」から「HIDA」に変更。ショップ・ショールームの名称も「HIDA」に統一。
伝統的な技法を継承しつつ、近年のニーズに合った商品も提供しており、アジア諸国や米国への輸出も行っている。イタリアの著名なデザイナー、エンツォ・マーリとのコラボレーション製品を手掛けるなど、先鋭的な経営戦略も見せている。

## 沿革
- 1920年（大正9年）8月 - 中央木工株式会社として設立。
- 1923年（大正12年）飛騨木工株式会社に商号を変更。
- 1945年（昭和20年）飛騨産業株式会社に商号を変更。
- 2009年（平成21年）クラレインテリアから「北海道民芸家具」のブランドおよび製造工場を継承すると発表。
- 2020年（令和2年）企業ロゴを「キツツキマーク」から「HIDA」に変更。ショップ・ショールームの名称も「HIDA」に統一。
- 2021年（令和3年）12月20日 - 代表取締役社長に岡田明子氏が就任。前社長の岡田贊三氏は会長に就いた。

## 主な製品
- YANAGI COLLECTION（柳コレクション）
- クマヒダ
- SHINRA（森羅）
- 森のことば
- SEOTO（セオト）
- SEOTO-EX（セオトイーエッスク）
- 穂高
- CRESCENT（クレセント）
- PROVINCIAL（プロヴィンシャル）
- 風のうた
- HIDA（ヒダ）
- VIOLA（ヴィオラ）

## テレビ番組
- 日経スペシャル カンブリア宮殿 苦境の家具メーカーが復活！業界の異端児が仕掛ける独自改革（2017年11月30日、テレビ東京）[2]